# Aspergillus allahabadii
Aspergillus allahabadii är en svampart som beskrevs av B.S. Mehrotra & Agnihotri 1963. Aspergillus allahabadii ingår i släktet Aspergillus och familjen Trichocomaceae.   Inga underarter finns listade i Catalogue of Life.